# Sedum niveum
Sedum niveum är en fetbladsväxtart som beskrevs av Anstruther Davidson. Sedum niveum ingår i Fetknoppssläktet som ingår i familjen fetbladsväxter. Inga underarter finns listade i Catalogue of Life.